# مارينا ميلنيكوفا
مارينا ميلنيكوفا (بالروسية: Мельникова, Марина Анатольевна) مواليد 5 فبراير 1989 في بيرم، الاتحاد السوفيتي، هي لاعبة كرة مضرب روسية وتحتل حالياً المرتبة 210 (7 مارس 2016) في تصنيف رابطة محترفات كرة المضرب. أعلى تصنيف لها في الفردي كان 170. أعلى تصنيف لها في الزوجي كان 106.

## النهائيات

### الفردي (2–3)
| الحصيلة | الرقم | التاريخ        | الدورة                | الأرضية | المنافس           | النتيجة       |
| ------- | ----- | -------------- | --------------------- | ------- | ----------------- | ------------- |
| الفوز   | 1.    | 15 سبتمبر 2008 | ليموج، فرنسا          | صلبة    | فاليريا سافينيخ   | 1–0, ret.     |
| الوصافة | 1.    | 5 سبتمبر 2011  | سارانسك، روسيا        | ترابية  | ألكسندرا بانوفا   | 0–6, 2–6      |
| الوصافة | 2.    | 10 فبراير 2014 | ساو باولو، البرازيل   | ترابية  | ستيفاني فوجت      | 1–6, 4–6      |
| الوصافة | 3.    | 23 يونيو 2014  | كريستينه هامن، السويد | ترابية  | يساليني بونافنتور | 3–6, 3–6      |
| الفوز   | 2.    | 10 نوفمبر 2014 | مومباي، الهند         | صلبة    | تادجا ماجريتش     | 6–2, 7–6(7–4) |

## روابط خارجية
- مارينا ميلنيكوفا على موقع رابطة محترفات التنس (الإنجليزية)
- مارينا ميلنيكوفا على موقع الاتحاد الدولي لكرة المضرب (الإنجليزية)
- مارينا ميلنيكوفا على موقع خلاصة التنس.كوم (الإنجليزية)
- مارينا ميلنيكوفا على موقع إي إس بي إن.كوم (الإنجليزية)